# Aiguille de Talèfre
A Aiguille de Talèfre é uma montanha de 3730 m de altitude situada no maciço do Monte Branco e que se encontra na linha se separação entre a França e a Itália. É uma das montanhas que formam o Grupo de Talèfre, ou seja o circo do glaciar de Talèfre.
O acesso é feito a partir do Refúgio de Leschaux que se encontra a 2430 m de altitude e é um dos pontos para se atingir o Monte Branco, as Grandes Jorasses ou a Aiguille de Talèfre. Eventualmente o Refúgio do Couvercle também é utilizado.
Este acidente geográfico faz parte da divisória de águas entre o mar Adriático e o mar Mediterrâneo.

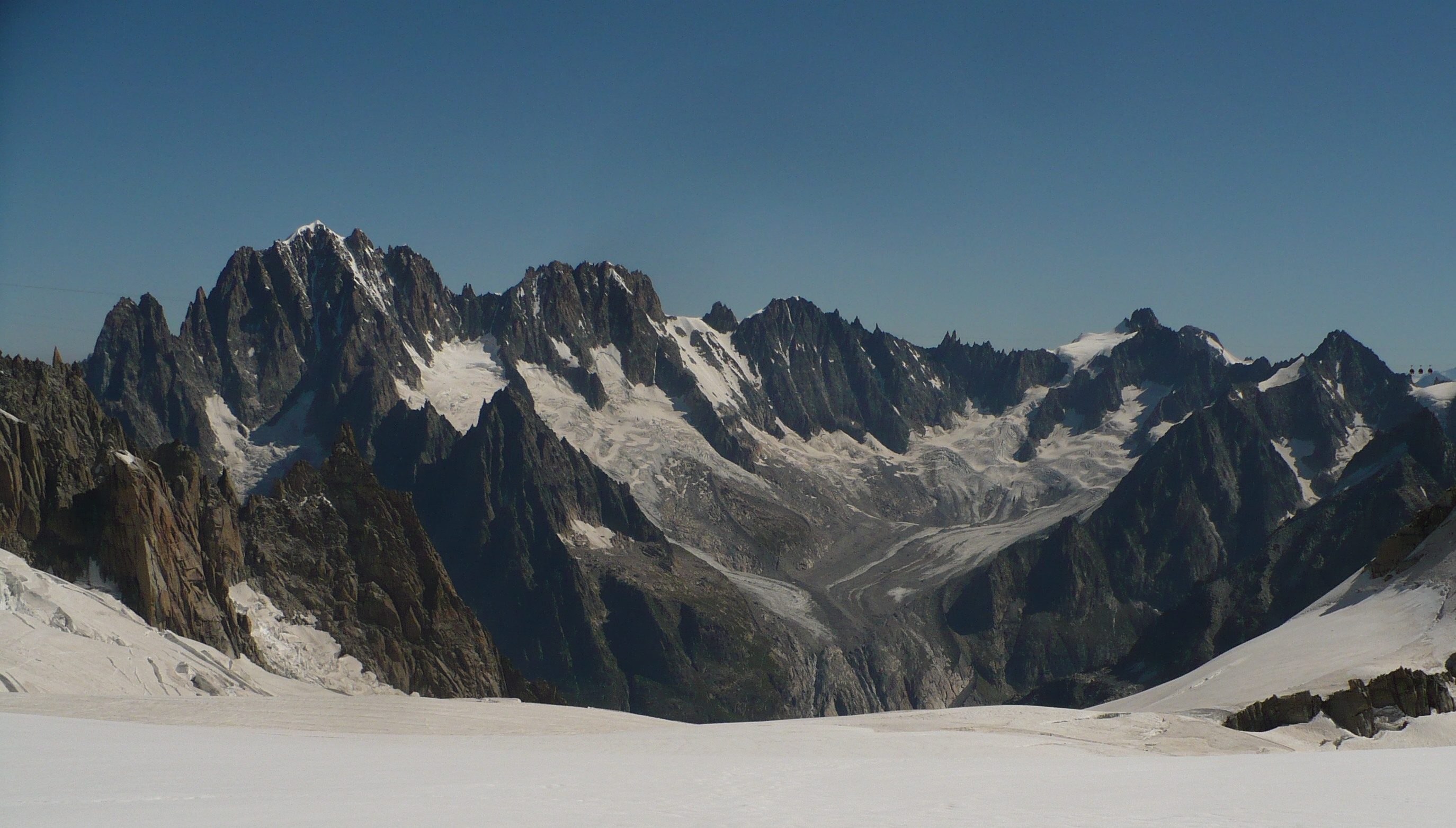
A Aiguille de Talèfre é a montanha mais à direita nesta imagem do Grupo de Talèfre

.